# Veniliodes
Veniliodes is een geslacht van vlinders van de familie spanners (Geometridae), uit de onderfamilie Sterrhinae.

## Soorten
- V. inflammata Warren, 1894
- V. pantheraria (Felder, 1874)